# The Shape of Jazz to Come
The shape of jazz to come es un álbum de free jazz, grabado y lanzado originalmente en 1959 por el saxofonista estadounidense Ornette Coleman. Fue uno de los primeros discos de vanguardia y en él ya se mostraban los elementos esenciales del free jazz. Se grabó con un cuarteto sin piano, y produjo un gran impacto, al contener estructuras armónicas muy poco reconocibles y utilizar la improvisación simultánea.
En 2003, el álbum fue considerado en el puesto número 246 de la lista de los "500 discos más importantes de la historia", de la revista Rolling Stone. Chris Kelsey en su ensayo "Free Jazz: A Subjective History" lo considera uno de los 20 discos esenciales de la historia del jazz. "La Guía Penguin de Jazz" le da, por su parte, la máxima puntuación posible y un reconocimiento especial (Crown).

## Lista de canciones
- Todos los temas compuestos por Ornette Coleman.

### Cara A
1. "Lonely Woman" – 5:02
2. "Eventually" – 4:22
3. "Peace" – 9:04

### Cara B
1. "Focus on Sanity" – 6:52
2. "Congeniality" – 6:48
3. "Chronology" – 6:03

## Personal
- Ornette Coleman – saxofón alto
- Don Cherry – trompeta pocket
- Charlie Haden – contrabajo
- Billy Higgins – batería